# Kokobäng
Kokobäng är ett humorprogram på SVT Barn. Serien produceras av Oskar Arleon som även spelar en av rollerna och skriver programmets musik. Medverkar gör också Alexander Hermansson, Anna Dieden, Caroline Hermansson och barnskådespelarna Tindy Laville, Ina Lindgren och Olle Cardell. Seriens handling går ut på att Oskar och Anna kommit åt nyckeln till SVT:s kostymförråd. Tillsammans med sina vänner klär de sedan ut sig och framför olika sketcher och musiknummer. Målgruppen är barn i ungefär sju till tolvårsåldern.
Castingen till programmet gick ut på att hundratals presumtiva barnskådespelare fick skicka in en provsketch som skulle basera sig på ett matprogram. Efter en första gallring fick de kvarvarande skicka in ytterligare en sketch och därefter göra provspelningar för showen.
Säsong 1 hade premiär på SVT Barn och SVT Play i januari 2020. Inspelningen av säsong två påbörjades under slutet av 2020 och första avsnittet släpps 8 januari 2021, men flera musikvideor från säsongen ligger ute på SVT-play i förväg.

## Framträdanden
- 2020 – Allsång på skansen (avsnitt 4 av 8) med låtarna Chulabräng och Ananas
- 2020 – SVT Sommarlov (28 juni) med låtarna Chulabräng och Ananas
- 2021 – SVT Sommarlov (13 juli) med låten Grejer man vill ha

## Nomineringar och priser
- Med låten  ”Ananas”  nominerades Kokobäng som en av fyra till humorpriset Barnens pris på Barncancergalan 2020, men förlorade mot Bäst i test.[6]
- Kokobäng säsong 2 tog hem Humorpriset för barn under Barncancergalan 2021.[7]